# ATC code H03
ATC code H03 درمان غده تیروئید زیرگروهی درمانی از سیستم طبقه‌بندی شیمیایی درمانی آناتومیک است. این سیستمِ متشکل از کدهای حرفی‌عددی را سازمان جهانی بهداشت برای طبقه‌بندی داروها و سایر تولیدات پزشکی ایجاد کرده است. زیرگروه H03 جزوی از گروه آناتومیک H فراورده‌های هورمونی به‌غیر از هورمون‌های جنسی و انسولین است.

کدهای مورد استفاده در دامپزشکی (کدهای ATCvet) را می‌توان با گذاشتن حرف Q جلو کدهای انسانی ATC ایجاد کرد: مثلاً QH03. 
ممکن است نسخه‌های ملی از طبقه‌بندی ATC حاوی کدهای اضافه‌ای باشند که در این فهرست (نسخهٔ سازمان جهانی بهداشت) نیامده باشند.

## H03A Thyroid preparations

### H03AAهورمون‌های تیروئید
H03AA01 لووتیروکسین
H03AA02 Liothyronine sodium
H03AA03 Combinations of levothyroxine and liothyronine
H03AA04 Tiratricol
H03AA05 Thyroid gland preparations

## H03BAntithyroidpreparations

### H03BAتیواوراسیل‌ها
H03BA01 Methylthiouracil
H03BA02 پروپیل تیواوراسیل
H03BA03 Benzylthiouracil

### H03BB Sulphur-containing imidazole derivatives
H03BB01 کاربی مازول
H03BB02 متی مازول
H03BB52 Thiamazole, combinations

### H03BCپرکلرات‌ها
H03BC01 پتاسیم پرکلرات

### H03BX Other antithyroid preparations
H03BX01 دی‌یدوتیروزین
H03BX02 Dibromotyrosine